# Abra del Acay
Abra del Acay je horský průsmyk v Andách. Nachází se v departmentu La Poma provincie Salta na severozápadě Argentiny. Nejbližším městem je San Antonio de los Cobres, vzdálené 30 km. Průsmyk se nachází výše než vrchol Mont Blancu, avšak o přesné nadmořské výšce se vedou spory: objevují se údaje 4 895 m, 4 972 m i 5 061 m. V okolí se nachází vysokohorská puna a oblast odvodňuje řeka Calchaquí.
Přechod přes Abra del Acay byl součástí inckého systému cest. V kulminačním bodě se nachází kamenná mohyla zvaná apacheta, kterou postavili domorodci k uctění bohyně Pačamamy. Nabízí se odsud kruhový výhled a za dobrého počasí je možno vidět jezero Guayatayoc a sopku Quehuar.
Průsmyk je nejvyšším bodem Ruta Nacional 40, která prochází Argentinou od jihu k severu a je nejdelší silnicí v Jižní Americe. Cesta přes Abra del Acay byla zprovozněna 8. července 1960. Vozovka není zpevněna a průměrné stoupání dosahuje 4,5 %, cesta je proto určena jen pro terénní vozidla, která mají pohon 4 × 4. Dochází zde k častým sesuvům půdy a k rozvodnění potoků, v zimním období je cesta pod sněhem.
Průsmyk je pojmenován podle nedaleké hory Nevado de Acay, vysoké 5 750 m. Je také známý jako Nido del viento blanco (Hnízdo bílého větru). V roce 1995 byl vyhlášen státní přírodní památkou.